# Hoechst

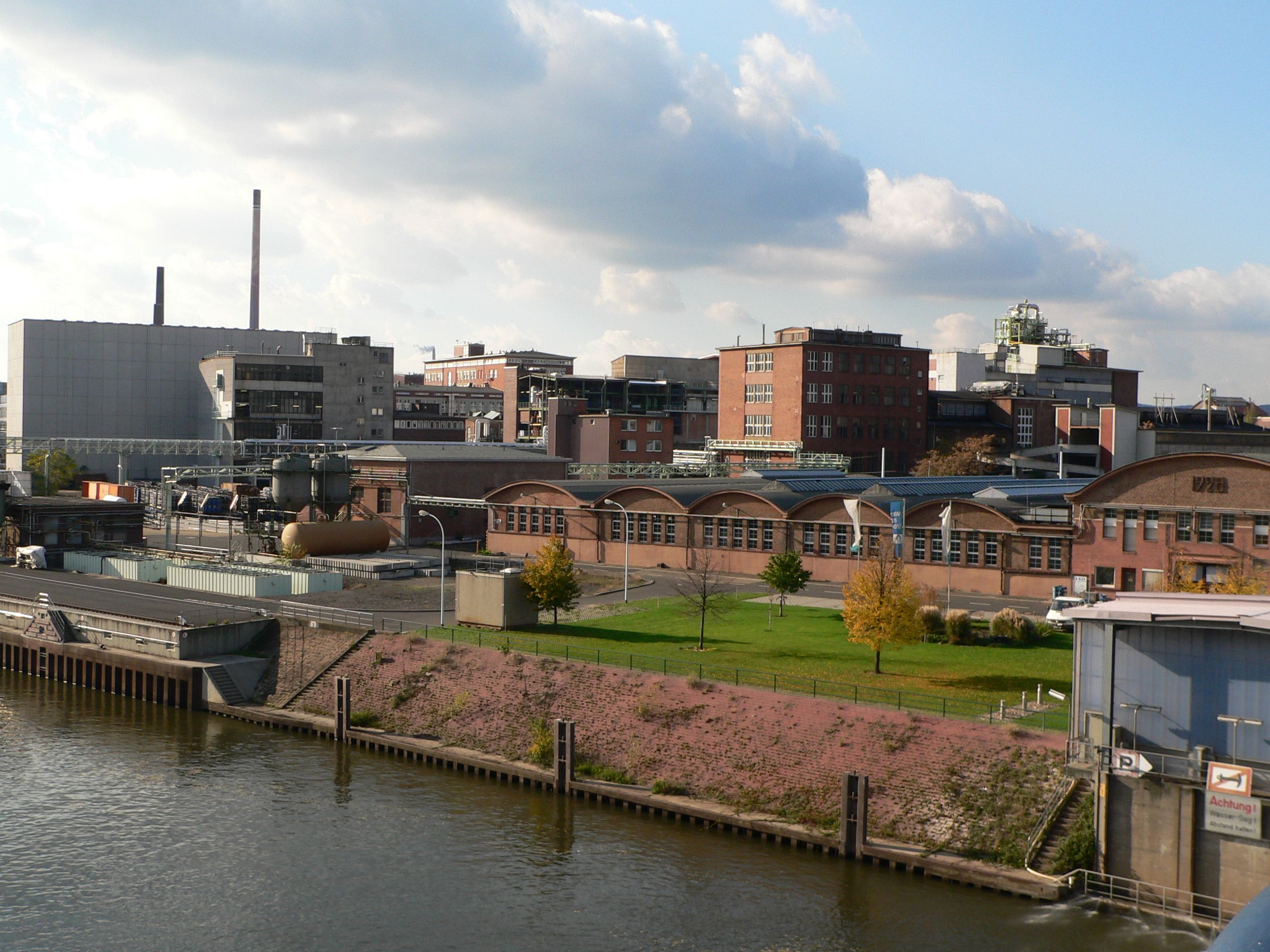
Industriepark Höchst

Hoechst AG, historisk tysk kemi- och läkemedelsindustri som hade huvudkontor i Frankfurt am Main. Hoechst var tidigare ett av de stora tyska kemi- och läkemedelsbolagen och ingick 1925-1951 i IG Farben. Hoechst gick 1999 samman med franska Rhône-Poulenc och bildade Sanofi-Aventis. Kemidelen förlades i bolaget Celanese AG. Därefter försvann Hoechst som företagsnamn 2004.

## Historia
Hoechst grundades i Höchst, idag en stadsdel i Frankfurt am Main 1863 av Carl Friedrich Wilhelm Meister, Eugen Lucius och Ludwig August Müller som Teerfarbenfabrik Meister, Lucius & Co. vid floden Main. 1880 tog man namnet Farbwerke vorm. Meister Lucius & Brüning AG och snart startade läkemedelstillverkningen. Namnet Hoechst antogs. Stavningen med oe togs för att fungera internationellt. Man utvecklades till att kring sekelskiftet 1900 vara en av världens ledande kemi- och läkemedelstillverkare. 1916 gick man med i intresseföreningen IG Farben som man 1925 blev en del av.

### Hoechst och IG Farben
Huvudartikel: IG Farben
Hoechst var med att starta IG Farben tillsammans med BASF, Bayer och tre andra företag. Detta utgick från det samarbete som startat 1916 och som ursprungligen startats av BASF, Bayer och Agfa 1904. Tanken var att samla den tyska kemiindustrin under 1920-talets stagnation. IG Farben tog under andra världskriget fram den mycket effektiva dödsgasen Zyklon B via Degesch för massutrotning av judar och hade en fabrik i Auschwitz. Företagets produktion var en vital del i det tyska krigsmaskineriet.

### Hoechst efter kriget
Efter andra världskriget diskuterades om en nedläggning av de fabriker som varit Hoechst under IG Farben-tiden, men företaget återuppstod i början av 1950-talet som Farbwerke Hoechst AG, vorm. Meister, Lucius & Brüning liksom de andra företag som ingått i IG Farben. Några år senare köpte man upp Chemische Fabrik Kalle, och samtidigt var man tillsammans med Bayer AG och BASF delägare i Cassella. 1970 blev man ensam ägare till Cassella sedan man köpt ut Bayer och BASF. Man hade även köpt det amerikanska Hoechst-företag som skapades efter andra världskrigets slut utan att ingå i Hoechst-koncernen. 1972 köpte man lacktillverkaren Herberts. 1974 fick företaget namnet Hoechst.

### Sanofi-Aventis
Hoechst gick 1999 samman med franska Rhône-Poulenc och bildade Sanofi-Aventis. Därefter försvann (2004) namnet Hoechst som företagsnamn.